# Carnaval van Oruro

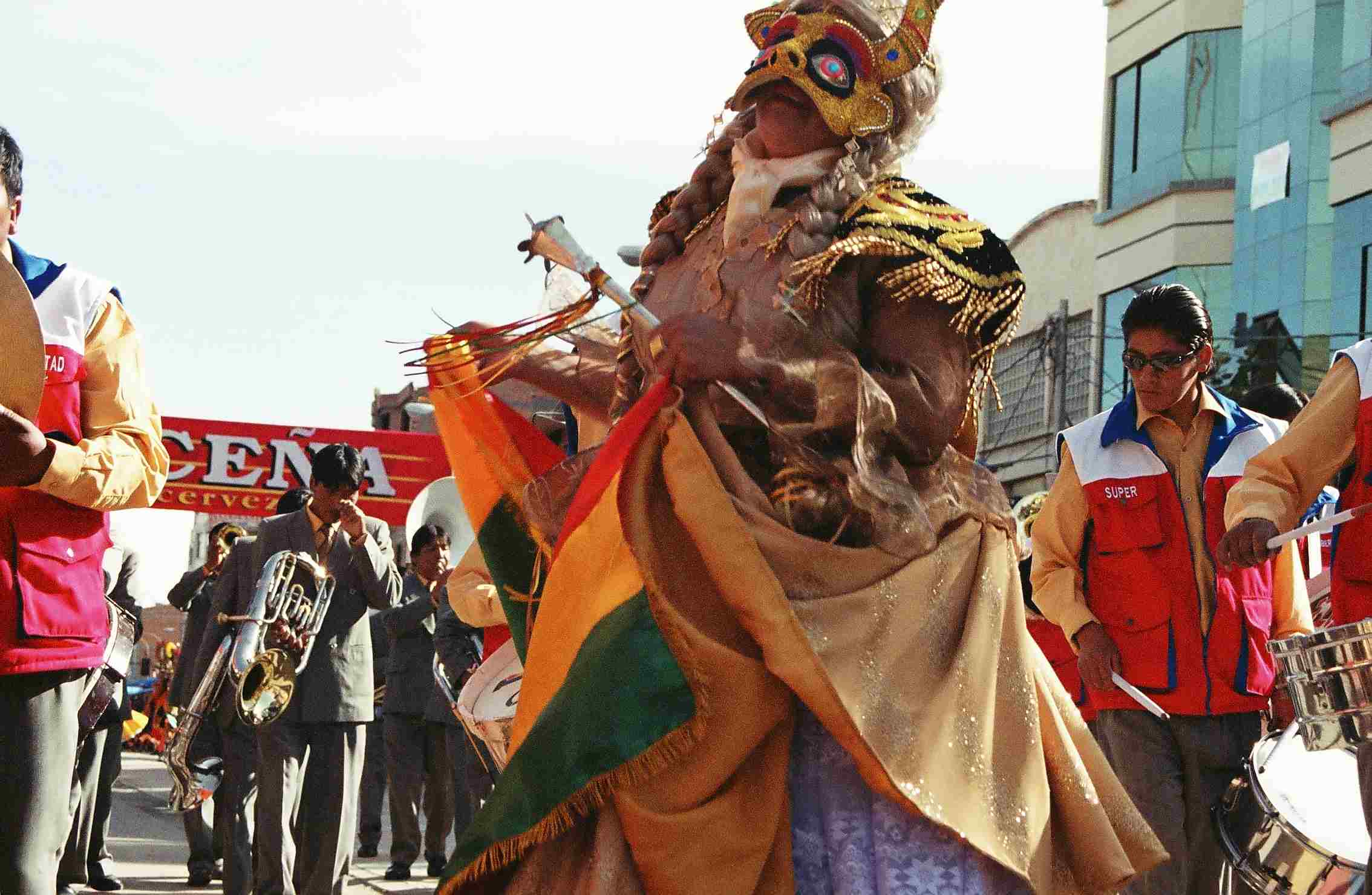
De duivels dansen

Het Carnaval van Oruro of El Carnaval de Oruro verwijst naar een speciaal dansfeest in Bolivia, Oruro, Santa Cruz, Tarija en La Paz. Het carnaval is het grootste jaarlijkse culturele evenement in Bolivia, het staat sinds 2001 vermeld op de Lijst van Meesterwerken van het Orale en Immateriële Erfgoed van de Mensheid van UNESCO.
Het carnaval duurt acht dagen voorafgaand aan Aswoensdag en het begint altijd met een traditionele dans met duivel-kostuums. Honderden van deze "duivels" dansen terwijl luide, schorre muziek te horen is. Het carnaval bevat ook veel Spaanse invloeden, met name in de muziek.
Het carnaval wordt gevierd in Oruro, de folkoristische hoofdstad van Bolivia. Het carnaval is het Ito-festival voor de Uru mensen. De plechtigheden zijn ontstaan uit de gebruiken van de Andes, de oude aanroepingen rond Pachamama (Moeder Aarde, omgevormd tot de Maagd Maria als gevolg van christelijke syncretisme) en Tio Supay (Oom van de Mijnen, omgezet in de Duivel).

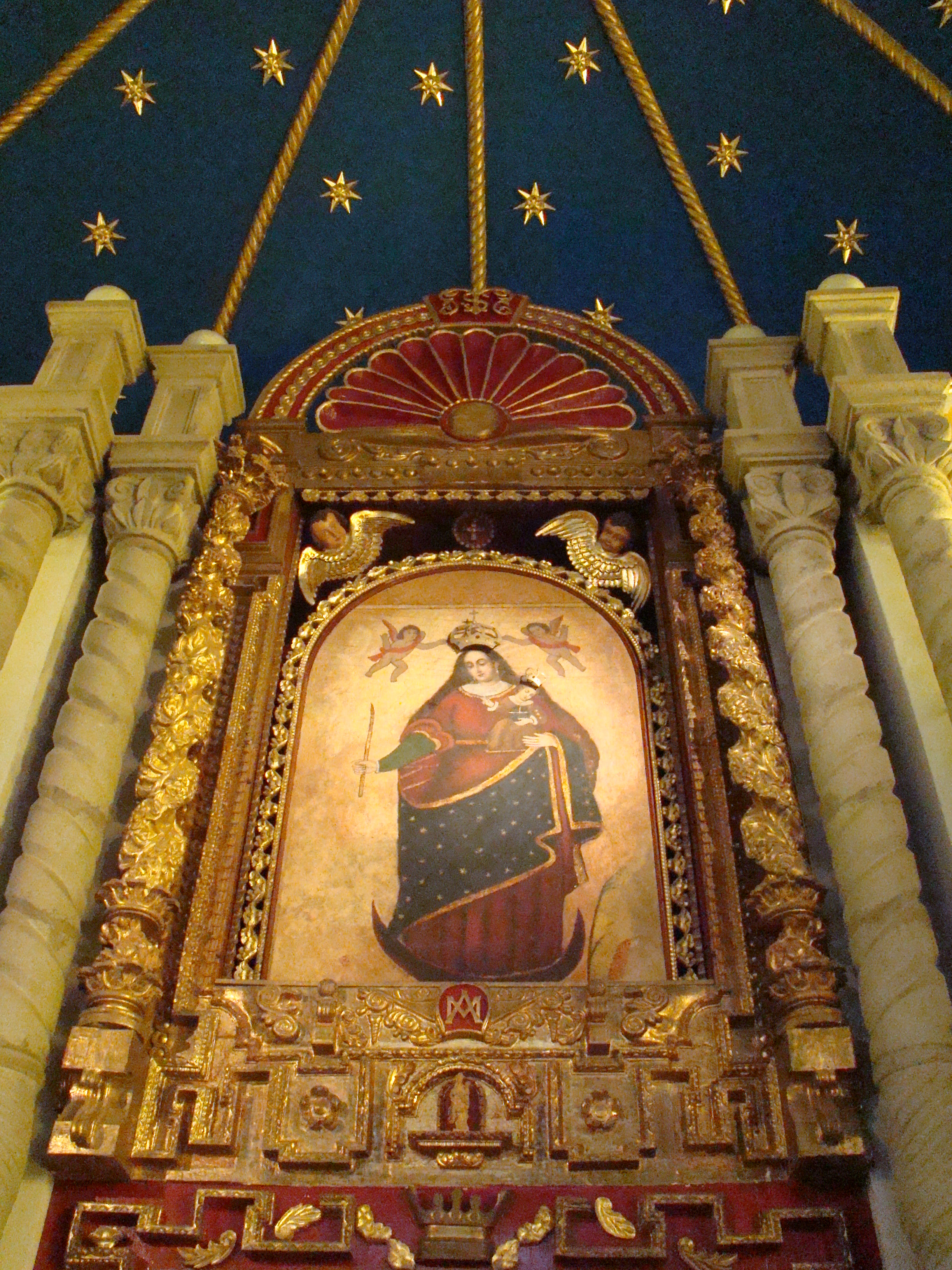
Virgen de la Candelaria

De inheemse Ito plechtigheden werden door de Spaanse overheerser, die het grondgebied van Opper-Peru in hun macht hadden, verboden in de 17e eeuw. Echter bleven de Uru het festival vieren, nu in de vorm van een katholiek ritueel op Maria Lichtmis in de eerste week van februari. Christelijke iconen werden gebruikt voor de uitbeelding van de Andes goden en de christelijke heiligen vertegenwoordigden andere kleine Andes goden.
Een legende vertelt dat in 1789 een muurschildering van de Maagd Maria verscheen in een mijngang van de rijkste zilvermijn in Oruro. Sindsdien wordt het carnaval ter ere van de Virgen de la Candelaria (Maagd van de Kaarsmassa) en Virgen del Socavon (Maagd van de Mijngang) gevierd. De belangrijkste elementen van het carnaval vinden nu plaats in en rond de Sanctuaria del Socavon (de Kerk van Mijngang).
Het hoogtepunt van het carnaval behelst een periode van drie dagen en nachten. Vijftig groepen paraderen door de stad over een route van vier kilometer. De groepen vertegenwoordigen verschillende inheemse dansvormen en gaan vergezeld met verschillende bands. Meer dan 28.000 dansers en 10.000 muzikanten nemen deel aan de processie die 20 uur duurt. De dansers bestaan uit o.a. Caporales, Diablada, Kantus, Kullawada, Llamerada, Morenada, Potolo, Pujllay, Suri Sikuris, Tinku, Tobas en Waca Waca.
De processie eindigt in twee toneelstukken, die doen denken aan middeleeuwse mysteriespelen. Een gaat over de Spaanse verovering. De andere draait om de klassieke strijd tussen goed en kwaad. De aartsengel Michaël wint uiteindelijk van de duivel en de zeven hoofdzonden. Het laatste toneelstuk werd geïntroduceerd door katholieke geestelijken in 1818.